# Kill Switch (2017)
Kill Switch (auch Redivider) ist ein US-amerikanisch-niederländischer Science-Fiction-Film von Tim Smit aus dem Jahr 2017.

## Handlung
In einer nahen Zukunft wird der Physiker und ehemalige NASA-Pilot Will Porter von dem Energieunternehmen Alterplex angeworben, das einen riesigen Turm gebaut hat, der unbegrenzte Quantenenergie erschließt. Dabei zieht der Turm Energie aus einem Spiegeluniversum namens „The Echo“ ab und zerstört es langsam. Die Bewohner dort haben auch einen Energieturm. In der Parallelwelt kommt es zu seltsamen Schwerkraftanomalien und ungeklärten Todesfällen, die dem Turm zugeschrieben werden, da er dieser Welt Energie entzieht. Eigentlich sollte es dort kein Leben geben, aber aufgrund einer Fehlfunktion hat das Gerät eine echte Spiegelerde voller Leben geschaffen, und nun stehen beide Erden vor der Zerstörung, es sei denn, einer dieser Planeten wird innerhalb von weniger als einem Tag „deaktiviert“ und damit zerstört.
Porter wurde mit einem würfelförmigen Gerät namens „Redivider“ zum Echo geschickt, weil er glaubt, dass es die Kraftübertragung zwischen den beiden Universen ausgleichen und die Dinge in Ordnung bringen würde. Stattdessen erfährt er, dass es sich bei dem Gerät um einen Notausschalter (engl. Kill Switch) handelt, der das Spiegeluniversum zerstört und ihn dazu zwingt, zu entscheiden, welches Universum er opfern soll, um das andere zu retten. Die Armeen in „The Echo“ wissen das und versuchen, ihn zu verhaften oder zu töten. Es gibt auch eine Gruppe von „Anti-Turm-Rebellen“, die aktiv gegen die Streitkräfte der Türme kämpfen.
Am Ende gelingt es Porter, den Redivider in der Parallelwelt zu installieren. Trotz schwerer Verletzung durch eine Schusswunde kann er noch rechtzeitig den Notausschalter betätigen, wodurch die Parallelwelt samt ihren Bewohnern zerstört wird.

## Rezeption

### Erfolg
Die weltweiten Einnahmen an den Kinokassen betrugen 163.348 US-Dollar. Der Verkauf von DVD- und Blu-ray-Datenträgern erzielte einen Erlös von 140.269 US-Dollar.

### Kritiken
Auf Rotten Tomatoes erreichte Kill Switch nur eine Bewertung von 9 %, basierend auf 22 professionellen Kritiken. Bei Metacritic betrug die Bewertung 31/100, basierend auf acht Kritiken.
Der Filmdienst beschreibt ihn als Science-Fiction-Film mit „gesellschaftskritischem Unterton, der wendungsreich durch das spannende Thema“ navigiere. Dabei werde er von „passablen Schauwerten und dem soliden Hauptdarsteller getragen“.